# 溺れ谷
溺れ谷（おぼれだに、英: drowned valley）とは、陸上にあった谷が、その地形を保ったまま何らかの理由で水面下に没してできた地形を指す用語である。陸地が沈降してできる場合と、水面（海面・湖面）が上昇してできる場合がある。もともとの谷地形の成因や、地盤変動の原因や規模により、さまざまな地形をつくる。

## 海岸の溺れ谷

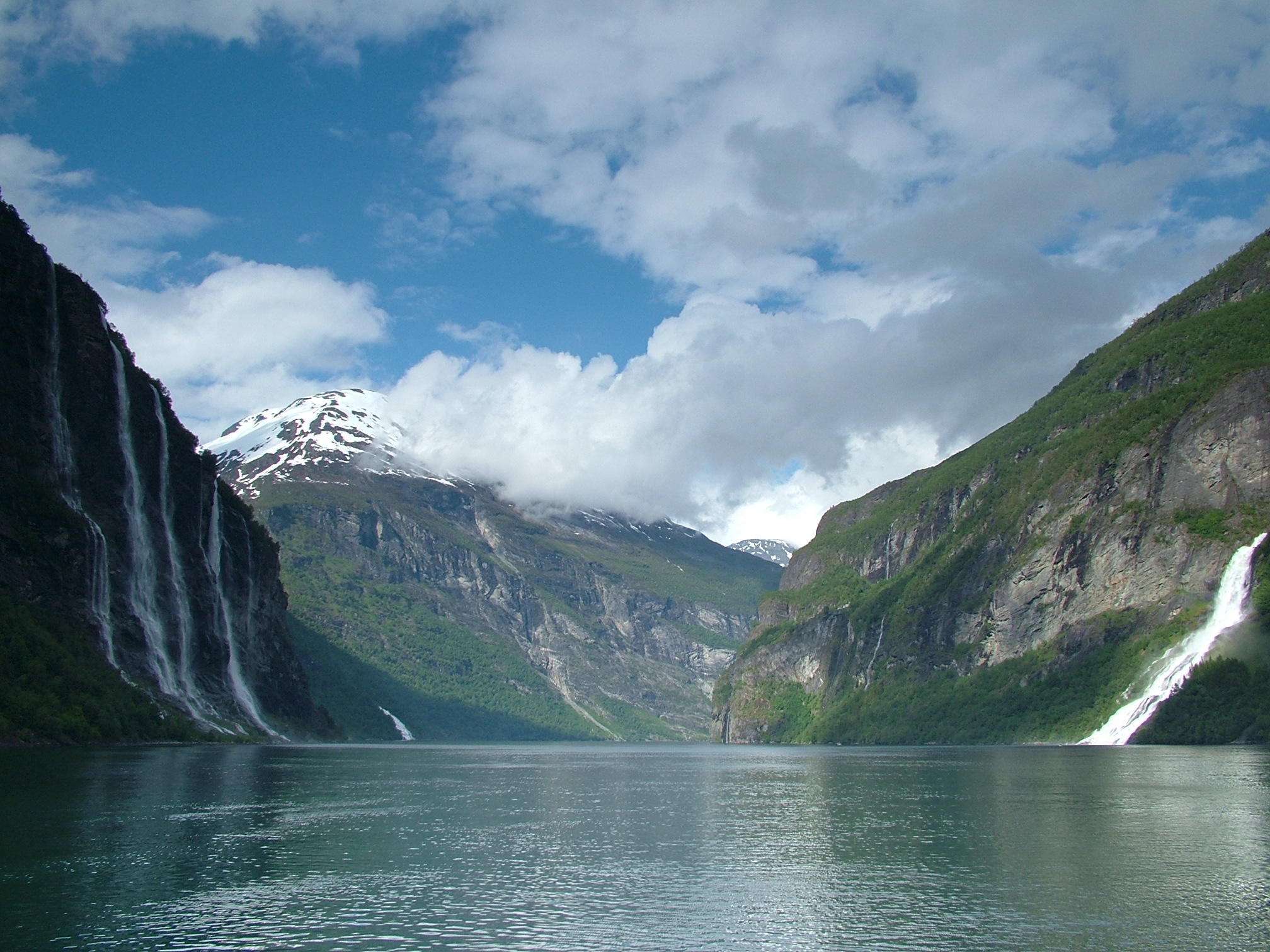
ノルウェーのフィヨルド

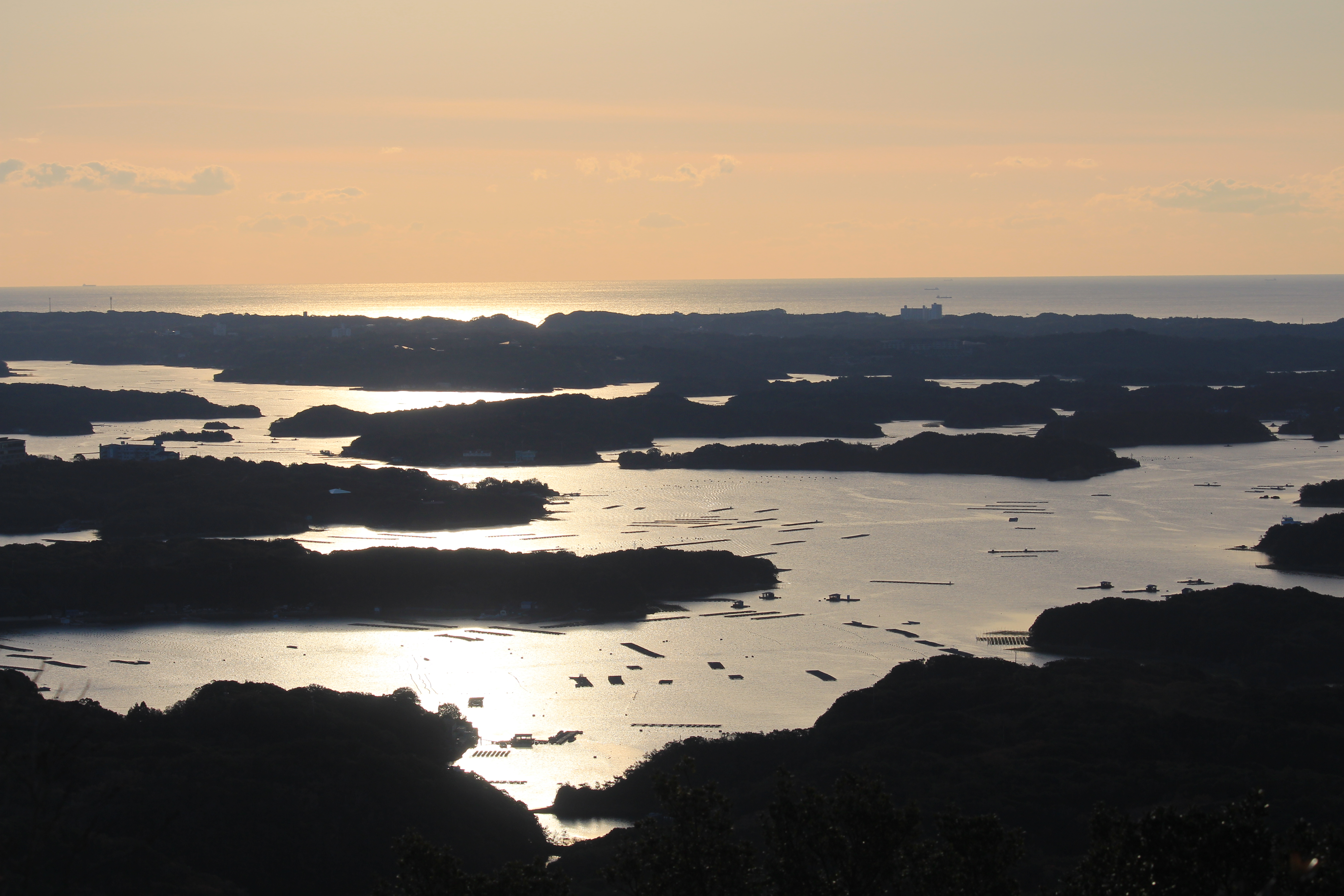
志摩半島の英虞湾

海岸に形成された溺れ谷地形は、「沈水海岸」や「沈降海岸」という。地球上では後氷期（およそ1万5000年前から5000年前まで）に海水面が100メートルほど上昇した。これにより世界の海岸の各地で溺れ谷（沈水海岸）が生じた。
このうち、氷河の侵食作用によって刻まれたU字谷（氷食谷・氷河渠）が沈水してできた溺れ谷の海岸地形は、「フィヨルド」と呼ばれる。北欧やアラスカ、ニュージーランドでよくみられる。フィヨルドでは、海水面下でも氷河による侵食が続き、これも地形成因に大きな影響を与えている。
起伏の差の大きい山岳地形が、河川の下刻作用によって深く侵食されてV字谷が形成され、これが沈水してできた溺れ谷の海岸地形は、しばしば「リアス海岸」（リアス式海岸）となる。一般に、陸上で河川の侵食でつくられる谷地形は複雑な樹枝状をつくるので、これが溺れ谷となってできた海岸や湾部は典型的なリアス海岸・岩石海岸となることが多い。こうした地形では、かつての尾根が岬や島となり、谷が入江となる。三陸海岸や熊野灘沿岸部（志摩半島）、アメリカ北東部沿岸（チェサピーク湾など）などがよく知られている。
逆に、柔らかい岩石でできた谷地形が溺れ谷となると、海食作用によって岬が失われ、削られた土砂が入江に堆積し、平坦な海岸地形が形成されていく。
深い谷地形が大きく海へ沈んだ場合には、その溺れ谷の先の海底にも古くに形成された谷が認められることがあり、これを「陸棚谷、英: shelf channel」（海谷、海底谷）と呼ぶ。日本国内では、射水川や神通川の沖合、富山湾の海底にみられる。